# سيث غودين
سيث غودين (بالإنجليزية: Seth Godin) (مواليد 10 يوليو 1960) هو رجل أعمال أمريكي، ومؤلف ومتحدث جماهيري

## معلومات أساسية
ولد في ماونت فيرنون، نيويورك، وتخرج سيث غودين من جامعة تافتس في عام 1979 على شهادة البكالوريوس في علوم الحاسب الآلي والفلسفة. غودين حصل على درجة الماجستير من كلية الدراسات العليا في جامعة ستانفورد الأعمال. من عام 1983 إلى عام 1986، شغل منصب مدير العلامة التجارية في برمجيات الشراع Spinnaker Software. ظل غودين يتنقل كل أسبوع بين كاليفورنيا وبوسطن للقيام بوظيفته الجديدة واستكمال درجة الماجستير.
بعد مغادرته برمجيات الشراع في عام 1986، استخدم غودين 20,000 دولار من مدخراته لتأسيس سيث غودين للإنتاج، في المقام الأول تجارة تغليف الكتب، في شقة استوديو في مدينة نيويورك. وكان ذلك في المكاتب نفسها التي التقى فيها غودين بمارك هيرست واسسا وYoyodyne بعد بضع سنوات غودين باع غودين تجارة تغليف الكتب لموظفيه، وركز جهوده على Yoyodyne. غزز غودين من خلال عمله ب Yoyodyne مفهوم إذن التسويق الذي وضع أساسا من قبل Perlstein. بيرلستاين لفترة من الوقت، خدم غودين وكاتب عمود في شركة فاست. 
غودين وزوجته هيلين يعيشون الآن في هاستينغز على اساس هدسون، نيويورك، مع ابنيهما.

## وجهات النظر
ويعتقد غودين أن نهاية «مجمع التلفزة الصناعية» يعني أن المسوقين لم يعد لديهم القدرة على قيادة انتباه أي شخص يشاؤون متى شاؤوا. ثانيا، في السوق الذي يتمتع فيه الزبائن بقوى أكبر، ينبغي على المسوقين بحسب غودين إظهار المزيد من الاحترام، وهذا يعني عدم إرسال السبام، ولا اللجوء إلى الخداع والتحيز في حفظ الوعود. وأخيرا، غودين يؤكد أن السبيل الوحيد لنشر كلمة عن فكرة هو ان يكون لهذه الفكرة بعض الطنين الذي جعلها ملحوظة. غودين يشير إلى أولئك الذين ينشرون هذه الأفكار على أنها مصابون بالسيلان الانفي ويدعو الفكرة التي يتم نشرها بانها «فكرة فيروسية.» يسميه المنتج المميزأو الخدمة المميزة بالبقرة بنفسجية.
تصنف الإعلانات على التلفزيون والراديو و' التسويق المقاطع ' الذي يقطع العملاء في حين أنهم يفعلون شيئا مفضلا لديهم. يقوم غودين بالتسويق لمفهوم تسويق بالإذن حيث يوفر لرجال الأعمال شيئا «متوقعا، ومخصص لشخصية الزبون وذا صلة».

## مشاريعه التجارية

### يويودين
في عام 1995، أطلق غودين يويودين الذي يستخدم مسابقات، العاب اون لاين، ولعبة scavenger hunt لشركات السوق بمستخدمين مساهمين. في أغسطس، عام 1996، استثمرت شركة رأس المال المغامر الشركاء المكواة 4 ملايين دولار في Yoyodyne في مقابل حصة 20٪. اكتسب موقع جاذبية كبيرة، مع أكثر من مليون مشاهد زيارة الموقع، وشركات مثل أمريكا أون لاين، أمريكان اكسبريس، H & R، ومايكروسوفت، [[بروكتر وغامبل|وبروكتر أند غامبل، وسوني]] للموسيقى، سبرينت، وفولفو باستخدام خدماتها.
في يويودين ألف، غودين كتاب التسويق بالاذن: تحويل الغرباء إلى أصدقاء وتحويل الاصدقاء إلى الزبائن.
في عام 1998، باع غودين يويودين إلى ياهو مقابل 30 مليون دولار  ، وأصبح نائب رئيس ياهو من أشكال التسويق المباشر، وهو المنصب الذي شغله حتى عام 2000.

### Squidoo
في مارس 2006، أطلقت غودين Squidoo، وهو موقع المجتمع مما يسمح للمستخدمين لإنشاء صفحات (وتسمى «العدسات») لمواضيع مثيرة للاهتمام. يتبرع الموقع 5٪ من الأرباح للأعمال الخيرية، و 50٪ إلى lensmasters. تم إضافة غودين وSquidoo على شبكة سي وصحيفة واشنطن بوست. أعطيت موقع الجائزة الأولى في فئة المجتمع / ويكي SXSW 'ق. في يوليو 2008، كان Squidoo واحدة من أكثر 500 موقع زيارة في العالم.

## مشاريع أخرى

### ChangeThis
وضع غودين فكرة لChangeThis، وهو موقع يهدف إلى نشر الأفكار من خلال ملفات PDF. في صيف عام 2004، استأجرت غودين خمسة متدربين-أميت غوبتا، كاثرين هيكي، نوح فايس، فيبي إسبيريتو وميشيل Sriwongtong إلى بناء وتطوير الموقع. الموقع بدأ العمل في 14 أغسطس 2004. توم بيترز، كريس أندرسون، وغاي كاواساكي جميعا قد ظهرت بياناته على ChangeThis. في يوليو 2005، تم تحويل ChangeThis إلى 800-CEO-READ، الموزع من الأدب الأعمال في الولايات المتحدة.

### برنامج الست أشهر البديل عن MBA
في ديسمبر 2008، أعلن غودين في تدوينة له انه سيتم تقديم برنامج بديل لماجستير في إدارة الأعمال بمدة ستة أشهر في مكتبه في هاستينغز في هدسون، نيويورك. شاهد المنشور 48,000 شخص وقدم 340 شخصا طلبات. ودعا 27 من المقدمين إلى مكتبه لمقابلة جماعية. قضوا ساعتين يجرون مقابلات لبعضهم البعض. وبعد التنقيب المشترك الذي قام به هو معهم كتبوا جميعا أسماء مرشحيهم المفضلين. بعد ثلاثة أسابيع ظهر الأشخاص التسعة الذين تم اختيارهم في مكتب غودين. وتخرجت هذه المجموعة في يوليو 2009.

### مشروع دومينو
في ديسمبر 2010، أعلن غودين في تدوينة أنه سوف يعمل مباشرة مع أمازون على مشروع يسمى دومينو.

### أوقفوا سرقة الأحلام (ما هو هدف المدرسة)
في فبراير 2012، الذي صدر غودين على 30,000 كلمة البيان على Squidoo ردا على سؤال «ماذا كنت أعتقد أننا يجب أن نفعل حيال التعليم؟». هذا البيان هو «حر تماما لقراءة، حصة، ترجمة، طباعة والأهم من ذلك كله، استخدامها لبدء محادثة».

### خداع ايكاروس
في حزيران 2012، أطلقت غودين مشروع جديد: تجربة تمويل الحشود crowdfunding لنشر كتاب. بدلا التقرب من الناشر لأجل كتابه المقبل، خداع إيكاروس: لماذا جعل الفن، أطلق غودين حملة Kickstarter. في الأسبوع الأول، وجمع أكثر من 250,000 دولار من القراء، وحصل بذلك على عقد مع الناشر لنشر الكتاب.

### مدرسة بدء التشغيل
في أكتوبر 2012، بدأ غودين {0 بودكاست على الشبكة Earwolf. تبع هذا البودكاست الأسبوعي سيث في عملية توجيه ثلاثين رائد أعمال من خلال ورشات عمل لاستكشاف كيف يمكن بناء وتشغيل الأعمال التجارية حلمهم.

## كتب
غودين هو مؤلف ل 11 كتابا، وكان له جائزة Free Prize Inside  فوربس الأعمال للكتاب للعام في عام 2004، في السنتين الأوليين من اصدارهما، البقرة البنفسجية باعت أكثر من 150,000 نسخة في أكثر من 23 طبعة
تقارير تفيد بأن اثنين من لقب عاما لديها أكثر من 150,000 نسخة في الطباعة بعد 23 المطبوعات"</ref> وكان كتاب Dip  هو الأكثر مبيعا لدى Business Week ونيويورك تايمز. في وقت مبكر من التسعينات 1990s ألف سلسلة كتب للأطفال بعنوان عوالم الطاقة، الذي كتبت من قبل عدة كتاب. في كل من كتب السلسلة العشرة كانت الحبكة لعبة فيديو تروى بشكل مبدع novelized.
بدءا إذن التسويق، يستخدم غودين المفاهيم التي نوقشت في الكتب لتشجيع الكتاب. بالنسبة لكتاب التسويق بالأذن، أعطى غودين خسم بمقدار 1/3 من الثمن لمن أرسل له رسالة عبر البريد الإلكتروني. لنشر Ideavirus، الذي صدر غودين الكتاب الاليكتروني كامل على شبكة الإنترنت مجانا، والذي أدى في نهاية المطاف إلى صفقات نشر في 41 بلدا ومهنة التحدث الجماهيري. لالبقرة البنفسجية، الكتاب الذي اصدره غودين في وعاء علبة الحليب ولد اهتماما من زملاء العمل. لكتاب القبائل، أطلق غودين مجتمع على الإنترنت حصري لأول الناس الذين 3000 طلبها مسبقا الكتاب. لكتاب المحورLinchpin، أعطى غودين الكتاب مجانا لمدة ثلاثة أسابيع قبل صدوره إلى أي شخص على استعداد لإعطاء 30 دولار لصندوق أكيومن بدل 20 دولارا ثمن الكتاب فجمع بذلك 100,000 دولار لصندوق أكيومن.

### قائمة الكتب
- Godin, Seth (1993). The Smiley Dictionary. Berkeley: Peachpit Press. ISBN:1-56609-008-3.
- {{استشهاد بكتاب}}: استشهاد فارغ! (مساعدة)
- Godin, Seth (1999). Permission marketing: turning strangers into friends, and friends into customers. New York: Simon & Schuster. ISBN:0-684-85636-0.
- {{استشهاد بكتاب}}: استشهاد فارغ! (مساعدة) يمكن الحجز عبر الإنترنت  - تفصيل فكرة التسويق الفيروسي
- Godin, Seth (2002). The Big Red Fez: How To Make Any Web Site Better. New York: Free Press. ص. 112. ISBN:0-7432-2790-5.
- Godin, Seth (2002). Survival is not enough: zooming, evolution, and the future of your company. New York: Free Press. ISBN:0-7432-2571-6.
- {{استشهاد بكتاب}}: استشهاد فارغ! (مساعدة)
- Godin, Seth (2004). Free Prize Inside!: The Next Big Marketing Idea. Penguin USA Portfolio. ص. 256. ISBN:1-59184-041-4.
- {{استشهاد بكتاب}}: استشهاد فارغ! (مساعدة)
- {{استشهاد بكتاب}}: استشهاد فارغ! (مساعدة)
- Godin, Seth (2006). Small Is the New Big: and 193 Other Riffs, Rants, and Remarkable Business Ideas. Portfolio Hardcover. ISBN:1-59184-126-7.
- {{استشهاد بكتاب}}: استشهاد فارغ! (مساعدة)
- Godin, Seth (2008). Meatball Sundae: Is Your Marketing out of Sync?. Portfolio Hardcover. ISBN:1-59184-174-7.
- Godin, Seth (2008). Tribes: We Need You to Lead Us. Portfolio Hardcover. ص. 160. ISBN:1-59184-233-6.
- Godin, Seth (2010). Linchpin: Are You Indispensable?. Portfolio Hardcover. ص. 256. ISBN:1-59184-316-2.
- Godin, Seth (2011). Poke the Box. Portfolio Hardcover. ISBN:1-936719-00-2.
- {{استشهاد بكتاب}}: استشهاد فارغ! (مساعدة)
- Godin, Seth (2012). The Icarus Deception: How High Will You Fly?. Portfolio Penguin. ISBN:0-6709-2292-7.

### كتبه المترجمة للعربية
- المنخفض، مكتبة جرير، 2010
- هذا هو التسويق، (ترجمة: إسماعيل كاظم) الدار العربية للعلوم ناشرون، 2019
- البقرة الأرجوانية، (ترجمة: ربيع هندي) الدار العربية للعلوم ناشرون، 2020
- المنحدر، مكتبة جرير، 2020
- مشاركة الخبرة المهنية تصنع الإبداع، (ترجمة: إسماعيل كاظم) الدار العربية للعلوم ناشرون، 2021
- قبائل: نحتاج منك أن تكون قائدا لنا، الدار العربية للعلوم ناشرون، 2021

## المدونّة
في مايو 2009، مدونة غودين لسيث  كان في المرتبة في السلطة المثل 150 كما # 1 التسويق بلوق من 976 تعقب.

## وصلات خارجية
- الموقع الرسمي
- قاعة سيث غودين للصفحة شهرة يشمل أشرطة الفيديو له ومقالات وهلم جرا.
- سيث غودين على TED
- سيث غودين على موقع IMDb (الإنجليزية)
- سيث غودين على موقع IMDb (الإنجليزية)
- سيث غودين على موقع إن إن دي بي (الإنجليزية)
- سيث غودين على موقع قاعدة بيانات الفيلم (الإنجليزية)
- تخريب مقابلة مع مجلة  نسخة محفوظة 7 ديسمبر 2011 على موقع واي باك مشين.
- الذكية الشعب بودكاست - مقابلة (2011)
- سوق الأفكار - مقابلة (2010)